# Eoban
Eoban (mort el 5 de juny del 754 a Dokkum, Frísia) va ser un sacerdot d'origen anglès company de sant Bonifaci de Fulda va ser martiritzat amb ell en la seva missió final. És venerat com un bisbe i màrtir.

## Biografia
Es té notícies d'Eoban per la Vita Bonifatii, es creu que era un sacerdot anglès que va venir a Alemanya junt amb sant Bonifaci. En el 753, la Vita de Willibald l'ho inclou com un «chorbishop». El martirologi de Fulda l'esmenta com un bisbe, igual que la Vita Tertia Bonifatii.
Segons la Vita Bonifatii de Willibald, al matí del 5 de juny de 754 al costat de Bonifaci i altres 50 companys, presumiblement incloent Eoban -cap dels companys són esmentats pel seu nom a la Vita-, van morir a Dokkum (els Països Baixos) pels frisons pagans. El seu culte és d'una certa importància per als catòlics anglesos; que l'inclouen a les pintures realitzades per Niccolò Circignani de sants i màrtirs anglesos al Col·legi Anglès de Roma.

## Veneració a Erfurt
Després del 756 les relíquies dels bisbes d'Utrecht Eoban i Adalar van ser traslladades a Fulda, i enterrades al costat de sant Bonifaci. Abans de 1100 havien estat traslladades a Erfurt. Prop d'aquest temps la veneració dels companys de sant Bonifaci va començar a Erfurt.
El sarcòfag que conté les relíquies dels sants Adalar i Eoban a la Catedral d'Erfurt és de data de 1350.